# Gabriel Dardaillon
Gabriel Dardaillon ou Dardailhon (né à Nîmes et mort en 1693 dans la même ville) est un architecte diocésain ayant travaillé en collaboration avec Jacques Cubizol pour la construction d'hôtels particuliers du centre de Nîmes.

## Réalisations
- Boulevard du Grand-Cours
- Château Fadaise